# 유완종
유완종(劉玩鍾, 1877년 음력 11월 21일 ~ ?)은 대한제국과 일제강점기 초기의 관료이다. 본관은 청주이다.

## 생애
한성부에서 태어나 1894년부터 한성부의 사립 학교인 을미의숙에서 일본어를 공부했다. 을미의숙이 폐교되자 관립한성일어학교로 전학하여 이 학교를 1898년에 졸업했다.
학교 졸업 후 1899년에 양지아문 견습생으로 들어가면서 대한제국 시기 동안 관리로 일했다. 1901년에는 모교의 부교관으로 임명되었고, 1905년에 판임관 6등의 농상공부 기수가 되었다.
농상공부 산림국에서 기수로 근무하던 중 1910년에 한일 병합 조약이 체결되고 조선총독부 체제가 출범했다. 유완종은 총독부 농상공부 식산국 산림과로 소속이 이동되었다.
총독부 기수로 잠시 근무하다가 1911년 7월에 총독부 군수로 발탁되어, 당시 충청남도에 속해 있던 평택군 군수로 발령받았다. 그러나 이듬해 2월에 군수직을 사직하였기 때문에 총독부 군수로는 약 7개월 동안만 근무했다. 1912년 일본 정부로부터 한국병합기념장을 수여받았고, 퇴직 당시 종7위에 서위되어 있었다.
민족문제연구소가 2008년에 공개한 민족문제연구소의 친일인명사전 수록예정자 명단 중 관료 부문에 포함되었다.

## 참고자료
- 유완종(劉玩鍾) - 국사편찬위원회
- 유완종(劉玩鍾) - 국사편찬위원회